# End of the Spear
End of the Spear (traducida en España como El final del espíritu y en Latinoamérica como A punta de lanza) es un docudrama estadounidense de 2006 que relata la historia de la Operación Auca, en la que cinco misioneros evangélicos intentaron evangelizar a las comunidades indígenas huaorani de las selvas tropicales del Oriente de Ecuador quienes los  atacaron con lanzas de chonta. Tiempo después pero sus viudas y huérfanos lograron acercarse a la comunidad indígena hasta presentarles el evangelio. La película está basada en el libro homónimo y narrada desde la perspectiva de Steve Saint (hijo de Nate Saint, uno de los misioneros asesinados) y de Mincayani, uno de los indígenas que atacaron a los misioneros.
El encargado de la dirección fue Jim Hanon, un cineasta que ya dirigió un documental sobre este caso, el premiado Más allá de las puertas del esplendor. Para el rodaje, se contó con el asesoramiento de los protagonistas reales de la historia y con miembros de dos tribus indígenas: los huaorani y los emberá.

## Sinopsis
Misioneros evangélicos viajan a la región oriental de Ecuador con la intención de evangelizar a estos pueblos no contactados. Su objetivo es acercarse a los huaorani, uno de los grupos más perseguidos de esa región. Luego de ofrecer varios artículos con regalos y recibir un loro vivo a cambio los cinco exploradores deciden aterrizar su avión nuevamente en una playa de río en donde los encuentran otro grupo de nativos que los atacan con lanzas de madera de corteza de palma. Sus familias, lejos de regresar a los Estados Unidos, deciden quedarse en Ecuador y continuar su misión con los huaorani, que luego de varios años tiene éxito. El joven Steve intentará comprender la muerte de su padre, pero la convivencia no es fácil en una tribu que está a punto de desaparecer a causa de una continua serie de ataques retaliatorios.

## Reparto
| Louie Leonardo       | Mincayani                       |
| Chad Allen           | Nate Saint/Steve Saint/Narrador |
| Jack Guzman          | Kimo                            |
| Christina Souza      | Dayuma                          |
| Chase Ellison        | Steve Saint de joven            |
| Sean McGowan         | Jim Elliot                      |
| Sara Kathryn Bakker  | Rachel Saint                    |
| Cara Stoner          | Marj Saint                      |
| Beth Bailey          | Elisabeth Elliot                |
| Stephen Caudill      | Ed McCully                      |
| Matt Lutz            | Pete Fleming                    |
| Chemo Mepaquito      | Gikita                          |
| Gil Birmingham       | Moipa                           |
| Jose Liberto Caizamo | Nampa                           |
| Patrick Zeller       | Roger Youderian                 |
| Madgalena Condoba    | Akawo                           |

## Crítica
End of the Spear obtuvo críticas mixtas entre los críticos. Rotten Tomatoes le otorga una puntuación del 41%; 20 críticas positivas y 29 negativas. Por su parte, Box Office Mojo, le otorga la puntuación 'A' según dos tercios de los críticos La película ganó un Crystal Heart Award así como el Grand Prize for Best Dramatic Feature en el Heartland Film Festival de 2005.